# Campeonato Paranaense de Futsal de 2013 - Segunda Divisão
O Campeonato Paranaense de Futsal de 2013 - Segunda Divisão, cujo nome usual é Chave Prata, será a 19ª edição da segunda mais importante competição da modalidade no estado, sua organização é de competência da Federação Paranaense de Futsal. 
Depois de 96 jogos em todo o campeonato, o Ampére se sagrou campeão do torneio pela primeira vez em sua história ao derrotar o Clevelândia. Os dois finalistas, também garantiram o acesso à Chave Ouro de 2014.

## Regulamento[3]
O Campeonato Paranaense Futsal Chave Prata 2013, será disputado em quatro fases com o início previsto para o dia 20 de abril e término em 9 de novembro.
Primeira fase
Na Primeira fase, as 9 equipes jogam entre si em Turno, com jogos de ida. Se qualificam para a Segunda Fase os 6 melhores colocados;
Segunda Fase
As 6 equipes classificadas, serão distribuídas em um grupo único, de seis componentes, disputando jogando em Turno Único, sendo que os três times de melhor campanha na fase anterior, disputarão três partidas em casa. Os quatro mais bem posicionados, garantem presença na Terceira Fase (Semi-Final).
Terceira Fase (Semi-Final)
Os quatro classificados, serão divididos em duas chaves, jogando em Play-Off eliminatório de duas partidas, e em caso de empate ou vitórias alternadas três, persistindo a igualdade na terceira partida, a equipe de melhor campanha tem a vantagem do empate, para ficar com a vaga. As melhores posicionadas da Primeira Fase, jogarão a segunda partida em casa, assim como a terceira se esta for necessária. Classificam-se para a Quinta Fase (Final) as equipes vencedoras de cada chave, que garantem também promoção para a Chave Ouro 2014. 
Quarta Fase (Final)
Os dois times vencedores, disputam a grande final do torneio a fim de definir o campeão da edição. A decisão ocorrerá em duas partidas, e em caso de empate ou vitórias alternadas três, persistindo a igualdade na terceira partida, a equipe de melhor campanha tem a vantagem do empate, para ficar com o título. O melhor posicionado da Primeira Fase, jogará a segunda partida em casa, assim como a terceira se esta for necessária.
Rebaixamento
Não haverá rebaixamento a Chave Bronze nesta edição.
Critérios de Desempate
1. Equipe que obtiver o maior número de pontos;
2. Confronto direto;
3. Gol average (maior quociente da divisão do número de gols marcados pelo número de gols sofridos);
4. Menor média de gols sofridos na Fase (número de gols sofridos divididos pelo número de jogos);
5. Maior média de gols marcados na Fase (número de gols feitos dividido pelo número de jogos);
6. Maior saldo;
7. Sorteio.

## Participantes em2013[4]
| Clube                | Cidade               | Em 2012        | Ginásio                             | Títulos (mais recente) |
| -------------------- | -------------------- | -------------- | ----------------------------------- | ---------------------- |
| Ampére               | Ampére               | (Chave Prata)  | Ginásio Rondinha                    | 0 (não possui)         |
| Atlético Ipiranga    | Ipiranga             | Inativo        | Mini Ginásio                        | 0 (não possui)         |
| Clevelândia          | Clevelândia          | (Chave Prata)  | Idevaldo Zardo                      | 0 (não possui)         |
| Coritiba             | Curitiba             | Inativo        | Ginásio do Tarumã                   | 0 (não possui)         |
| Dois Vizinhos        | Dois Vizinhos        | (Chave Bronze) | Teodorico Guimarães                 | 0 (não possui)         |
| Itaipulândia         | Itaipulândia         | (Chave Prata)  | Irineu Luiz Friedrich               | 1 (último em 2001)     |
| Matelândia           | Matelândia           | (Chave Bronze) | Municipal de Esportes de Matelândia | 1 (último em 2005)     |
| Renascença           | Renascença           | (Chave Bronze) | Mário Nardi                         | 0 (não possui)         |
| São José dos Pinhais | São José dos Pinhais | Inativo        | Max Rosenmann                       | 0 (não possui)         |

## Primeira Fase
| Pos | Times             | Pts | J  | V  | E | D  | GP | GC | SG  | GA   | %     | Classificação |
| --- | ----------------- | --- | -- | -- | - | -- | -- | -- | --- | ---- | ----- | ------------- |
| 1   | Ampére            | 40  | 16 | 12 | 4 | 0  | 72 | 27 | 45  | 2,67 | 86,7% | Classificados |
| 2   | Clevelândia       | 29  | 16 | 9  | 2 | 5  | 70 | 51 | 19  | 1,37 | 60,7% | Classificados |
| 3   | Matelândia        | 27  | 16 | 8  | 3 | 5  | 68 | 59 | 9   | 1,15 | 58,5% | Classificados |
| 4   | São José          | 24  | 16 | 7  | 3 | 6  | 60 | 65 | -5  | 0,92 | 50%   | Classificados |
| 5   | Itaipulândia      | 21  | 16 | 6  | 3 | 7  | 44 | 58 | -14 | 0,76 | 43,5% | Classificados |
| 6   | Renascença        | 20  | 16 | 6  | 2 | 8  | 51 | 60 | -9  | 0,85 | 42,2% | Classificados |
| 7   | Coritiba          | 17  | 16 | 5  | 2 | 9  | 51 | 54 | -3  | 0,94 | 35,7% | Eliminados    |
| 8   | Atlético Ipiranga | 16  | 16 | 5  | 1 | 10 | 51 | 74 | -23 | 0,69 | 33,3% | Eliminados    |
| 9   | Dois Vizinhos     | 10  | 16 | 2  | 4 | 10 | 41 | 60 | -19 | 0,68 | 20,3% | Eliminados    |

### Confrontos
Para ler a tabela, a linha horizontal representa os jogos da equipe como mandante. A coluna vertical indica os jogos da equipe como visitante.
|                   | AMP | AIP  | CLE | COR | DOI | ITA | MAT | REN | SJO |
| ----------------- | --- | ---- | --- | --- | --- | --- | --- | --- | --- |
| Ampére            | —   | 5-3  | 3-1 | 9-1 | 3-0 | 5-2 | 7-2 | 5-0 | 8-0 |
| Atlético Ipiranga | 3-4 | —    | 7-3 | 5-3 | 3-1 | 2-2 | 2-4 | 3-1 | 2-4 |
| Clevelândia       | 3-3 | 7-5  | —   | 3-2 | 5-2 | 6-1 | 8-3 | 9-4 | 3-4 |
| Coritiba          | 2-2 | 14-1 | 2-2 | —   | 1-5 | 4-1 | 4-1 | 1-3 | 2-3 |
| Dois Vizinhos     | 1-4 | 3-4  | 1-8 | 3-4 | —   | 3-4 | 1-1 | 3-3 | 6-2 |
| Itaipulândia      | 1-4 | 4-3  | 2-3 | 5-2 | 2-2 | —   | 3-2 | 6-2 | 5-4 |
| Matelândia        | 4-6 | 9-2  | 6-4 | 6-3 | 2-2 | 6-1 | —   | 4-1 | 5-4 |
| Renascença        | 5-5 | 5-3  | 3-1 | 4-2 | 8-2 | 7-2 | 4-5 | —   | 4-7 |
| São José          | 4-4 | 5-3  | 3-4 | 0-4 | 6-3 | 3-3 | 7-7 | 4-2 | —   |

| Vitória do mandante; Vitória do visitante; Empate. |

### Desempenho por rodada
Clubes que lideraram o campeonato ao final de cada rodada
| Rodadas | Rodadas | Rodadas | Rodadas | Rodadas | Rodadas | Rodadas | Rodadas | Rodadas | Rodadas | Rodadas | Rodadas | Rodadas | Rodadas | Rodadas | Rodadas |
| ------- | ------- | ------- | ------- | ------- | ------- | ------- | ------- | ------- | ------- | ------- | ------- | ------- | ------- | ------- | ------- |
| 1       | 2       | 3       | 4       | 5       | 6       | 7       | 8       | 9       | 10      | 11      | 12      | 13      | 14      | 15      | 16      |
| SJO     | AMP     | AMP     | AMP     | AMP     | AMP     | AMP     | AMP     | AMP     | AMP     | AMP     | AMP     | AMP     | AMP     | AMP     | AMP     |

Clubes que ficaram na última posição do campeonato ao final de cada rodada
| Rodadas | Rodadas | Rodadas | Rodadas | Rodadas | Rodadas | Rodadas | Rodadas | Rodadas | Rodadas | Rodadas | Rodadas | Rodadas | Rodadas | Rodadas | Rodadas |
| ------- | ------- | ------- | ------- | ------- | ------- | ------- | ------- | ------- | ------- | ------- | ------- | ------- | ------- | ------- | ------- |
| 1       | 2       | 3       | 4       | 5       | 6       | 7       | 8       | 9       | 10      | 11      | 12      | 13      | 14      | 15      | 16      |
| REN     | REN     | MAT     | ATI     | ATI     | ATI     | ATI     | ATI     | ATI     | DOI     | DOI     | DOI     | DOI     | DOI     | DOI     | DOI     |

## Segunda Fase
| Pos | Times        | Pts | J | V | E | D | GP | GC | SG  | GA   | %     | Classificação |
| --- | ------------ | --- | - | - | - | - | -- | -- | --- | ---- | ----- | ------------- |
| 1   | Ampére       | 13  | 5 | 4 | 1 | 0 | 24 | 7  | 17  | 3,43 | 86,7% | Classificados |
| 2   | Clevelândia  | 9   | 5 | 3 | 0 | 2 | 13 | 13 | 0   | 1,00 | 60%   | Classificados |
| 3   | Matelândia   | 7   | 5 | 2 | 1 | 2 | 23 | 17 | 6   | 1,35 | 46,7% | Classificados |
| 4   | Itaipulândia | 6   | 5 | 1 | 3 | 1 | 10 | 12 | -2  | 0,83 | 40%   | Classificados |
| 5   | Renascença   | 5   | 5 | 1 | 2 | 2 | 12 | 18 | -6  | 0,67 | 33,3% | Eliminados    |
| 6   | São José     | 1   | 5 | 0 | 1 | 4 | 11 | 26 | -15 | 0,42 | 6,7%  | Eliminados    |

### Confrontos
Para ler a tabela, a linha horizontal representa os jogos da equipe como mandante. A coluna vertical indica os jogos da equipe como visitante.
|              | AMP | CLE | ITA | MAT | REN | SJO |
| ------------ | --- | --- | --- | --- | --- | --- |
| Ampére       | —   | 5-1 | -   | -   | 7-1 | 6-1 |
| Clevelândia  | -   | —   | 3-0 | 3-2 | -   | 4-1 |
| Itaipulândia | 1-1 | -   | —   | 5-5 | -   | -   |
| Matelândia   | 3-5 | -   | -   | —   | 4-1 | 9-3 |
| Renascença   | -   | 5-2 | 1-1 | -   | —   | -   |
| São José     | -   | -   | 2-3 | -   | 1-1 | —   |

| Vitória do mandante; Vitória do visitante; Empate. |

### Desempenho por rodada
Clubes que lideraram o campeonato ao final de cada rodada
| Rodadas | Rodadas | Rodadas | Rodadas | Rodadas |
| ------- | ------- | ------- | ------- | ------- |
| 1       | 2       | 3       | 4       | 5       |
| AMP     | CLE     | AMP     | AMP     | AMP     |

Clubes que ficaram na última posição do campeonato ao final de cada rodada
| Rodadas | Rodadas | Rodadas | Rodadas | Rodadas |
| ------- | ------- | ------- | ------- | ------- |
| 1       | 2       | 3       | 4       | 5       |
| REN     | ITA     | SJO     | SJO     | SJO     |

## Play-Offs
|  | Semifinais             | Semifinais  |       |  | Final             | Final |  |
|  |                        |             |       |  |                   |       |  |
|  | 19 e 26 de outubro     |             |       |  |                   |       |  |
|  | Ampére                 | 5 (0)       |       |  |                   |       |  |
|  | Itaipulândia           | 3 (0)       |       |  |                   |       |  |
|  |                        |             |       |  |                   |       |  |
|  |                        |             |       |  | 2 e 9 de novembro |       |  |
|  |                        |             |       |  | Ampére            | 2 (5) |  |
|  |                        | Clevelândia | 2 (1) |  |                   |       |  |
|  |                        |             |       |  |                   |       |  |
|  |                        |             |       |  |                   |       |  |
|  |                        |             |       |  |                   |       |  |
|  | 19, 26 e 30 de outubro |             |       |  |                   |       |  |
|  | Clevelândia            | 1 (4) (7)   |       |  |                   |       |  |
|  | Matelândia             | 1 (4) (4)   |       |  |                   |       |  |

## Final

### Primeiro jogo
| 2 de novembro | Clevelândia                           | 2 - 2     | Ampére                       | Idevaldo Zardo, Clevelândia |
| 20:30 (UTC−3) | Tiago Pavi 17:46' · Ronaldinho 31:06' | Relatório | Vini · Juninho 36:59' (g.p.) | Árbitro: Ana Carolina Mazzeti Carbonar Árbitro2: Rodrigo Markendorf dos Santos Cronometrista: Delcir Antonio Maccari Anotador: Patrícia Maria Vidal Butture |

### Segundo jogo
| 9 de novembro | Ampére                                                          | 5 - 1     | Clevelândia     | Ginásio Rondinha, Ampére                                                                                              |
| 20:30 (UTC−3) | Juninho 09:05' 09:44' · Vini 20:15' 31:57' · Diego César 30:07' | Relatório | Henrique 09:52' | Árbitro: Daniel Alexandre Beal Árbitro2: Valdoir Pavani Cronometrista: Edmar Jonsson Diniz Anotador: Jackson Franzoni |

## Premiação
| Chave Prata 2013                            |
| ------------------------------------------- |
| Associação Desportiva de Ampére (1º título) |

## Artilharia
| Gols | Jogador      | Time              |
| ---- | ------------ | ----------------- |
| 27   | Rafa         | Clevelândia       |
| 22   | Andrey       | Matelândia        |
| 20   | Tiago Pavi   | Clevelândia       |
| 20   | Diego César  | Ampére            |
| 20   | Herick       | Ampére            |
| 19   | Ramon        | Ampére            |
| 18   | Luis Augusto | Atlético Ipiranga |
| 15   | Leandro      | Renascença        |

## Classificação Geral
| Pos | Times             | Pts | J  | V  | E | D  | GP  | GC | SG  | GA   | %     | Classificação               |
| --- | ----------------- | --- | -- | -- | - | -- | --- | -- | --- | ---- | ----- | --------------------------- |
| 1   | Ampére            | 60  | 24 | 18 | 6 | 0  | 108 | 50 | 58  | 2,16 | 83,3% | Finalistas                  |
| 2   | Clevelândia       | 44  | 26 | 13 | 4 | 8  | 98  | 80 | 18  | 1,12 | 56,1% | Finalistas                  |
| 3   | Matelândia        | 36  | 24 | 10 | 6 | 9  | 99  | 87 | 12  | 1,13 | 50%   | Eliminados nas semifinais   |
| 4   | Itaipulândia      | 28  | 23 | 7  | 7 | 9  | 57  | 75 | -14 | 0,76 | 40,4% | Eliminados nas semifinais   |
| 5   | Renascença        | 24  | 20 | 7  | 3 | 10 | 63  | 78 | -15 | 0,80 | 40%   | Eliminados na Segunda Fase  |
| 6   | São José          | 20  | 21 | 7  | 4 | 10 | 71  | 91 | -20 | 0,78 | 39,8% | Eliminados na Segunda Fase  |
| 7   | Coritiba          | 17  | 16 | 5  | 2 | 9  | 51  | 54 | -3  | 0,94 | 35,7% | Eliminados na Primeira Fase |
| 8   | Atlético Ipiranga | 16  | 16 | 5  | 1 | 10 | 51  | 74 | -23 | 0,69 | 33,3% | Eliminados na Primeira Fase |
| 9   | Dois Vizinhos     | 10  | 16 | 2  | 4 | 10 | 41  | 60 | -19 | 0,68 | 20,3% | Eliminados na Primeira Fase |